# Monica Signahl
Monica Signahl, född 16 juni 1961, är en svensk före detta friidrottare (långdistanslöpning) som tävlade för klubben Hammarby IF och IFK Växjö.